# Racovské rybníčky
Racovské rybníčky je přírodní památka ev. č. 458 jižně od obce Staré Sedlo v okrese Tachov. Oblast spravuje Agentura ochrany přírody a krajiny ČR. Důvodem ochrany je zachování lučních rašelinných a bažinných biotopů s typickými živými společenstvy a s výskytem zvlášť chráněných druhů rostlin.